# Amir Hadj Massaoued
Amir Hadj Massaoued (Sfax, 8 febbraio 1981) è un ex calciatore tunisino, di ruolo difensore.

## Palmarès

### Club

#### Competizioni nazionali
- Campionato tunisino: 1

Sfaxien: 2004-2005
- Coppa di Tunisia: 2

Sfaxien: 2003-2004, 2008-2009
- Coupe de la Ligue Professionelle: 1

Sfaxien: 2002-2003

#### Competizioni internazionali
- Coppa della Confederazione CAF: 2

Sfaxien: 2007, 2008
- Coppa dei Campioni araba per club: 1

Sfaxien: 2003-2004